# Villarosa
Villarosa est une commune de la province d'Enna dans la région Sicile en Italie.

## Géographie
Villarosa est située dans la région d'Enna en Sicile.

## Histoire
À l'origine, la ville portait le nom de San-Giacomo di Bombinetto. En 1761, il a été modifié en Villarosa en hommage au peintre et architecte Nissena Rosa Ciotti.

## Économie
L'agriculture est la base de l'économie de Villarosa. La culture du raisin, des amandes et de l'olive sont les plus nombreuses. Dans le passé il y avait aussi des mines de soufre fermées depuis longtemps.

## Culture
| Période                                  | Période     | Identité                   | Étiquette | Qualité |
| ---------------------------------------- | ----------- | -------------------------- | --------- | ------- |
| 28 mai 2002                              | 14 mai 2007 | Francesco Antonio Costanza | L'Olivier |         |
| 14 mai 2007                              | En cours    | Agostino Gabriele Zaffora  | L'Olivier |         |
| Les données manquantes sont à compléter. |             |                            |           |         |

## Administration

### Hameaux
Villapriolo

### Communes limitrophes
Alimena, Bompietro, Calascibetta, Enna, Santa Caterina Villarmosa

### Jumelages
- Morlanwelz (Belgique) depuis 2002
- Le Quesnoy (France) depuis 2006

## Personnalités liées à la commune
- Le poète Vicenzo De Simone est né à Villarosa en 1879.
- La sénatrice Italienne Francesca Marinaro est né en 1952 à Villarosa.
- Le chanteur Claude Barzotti est citoyen d´honneur de la commune Villarosa[réf. nécessaire] pour avoir interpreter la chanson Villarosa